# Firestarter (The Prodigy)
Firestarter è un singolo del gruppo musicale britannico The Prodigy, pubblicato il 18 marzo 1996 come primo estratto dal terzo album in studio The Fat of the Land.

## Descrizione
Fra gli autori del brano, unitamente a Liam Howlett e Keith Flint, viene menzionata Kim Deal dei The Breeders. Il suono "wah-wah" della chitarra in Firestarter è un campionamento dal brano S.O.S. dei The Breeders. Inoltre, per via dell'ulteriore campionamento (l'urlo "HEY!") del brano Close (to the Edit) del 1984, vengono citati nei crediti del brano anche Anne Dudley, Trevor Horn, Jonathan J. Jeczalik, Gary Langan e Paul Morley degli Art of Noise.
Il singolo fu il primo del gruppo ad arrivare alla vetta della Official Singles Chart, dove rimase tre settimane. Il brano fu inoltre un successo internazionale, entrando in diverse classifiche in tutta Europa, e venendo anche impiegato come colonna sonora di videogiochi e serie televisive.

## Tracce
CD singolo (Regno Unito, Stati Uniti)
1. Firestarter (Edit) – 3:45
2. Firestarter (Empirion Mix) – 7:49
3. Firestarter (Instrumental) – 4:39
4. Molotov Bitch – 4:51

12" (Regno Unito, Stati Uniti)
- Lato A

1. Firestarter – 4:40
2. Firestarter (Instrumental) – 4:39

- Lato B

1. Firestarter (Empirion Mix) – 7:49
2. Molotov Bitch – 4:51